# 山田悟
山田 悟（やまだ さとる、1970年1月1日 - ）は、日本の医師、糖尿病専門医、北里大学北里研究所病院院長補佐、糖尿病センター長。

## 経歴
東京都生まれ。
1994年に慶應義塾大学医学部を卒業して、内科学教室に入局し、腎臓内分泌代謝研究室などで研修を積み、1996年に研修医課程を修了した。
2002年に北里研究所病院に移り、後には2007年に糖尿病センター長、2024年に院長補佐となった。
2003年には、博士論文「1型糖尿病の発症予知に関する研究 動物モデルを用いた基礎的検討」を提出して、慶應義塾大学から博士（医学）を取得した。
この間、糖質制限食を治療に取り入れ、普及に取り組むようになり、2013年に食・楽・健康協会を設立した。
日本糖尿病学会糖尿病専門医、指導医であり、慶応義塾大医学部、北里大学薬学部、星薬科大学で非常勤講師を務めている。

## おもな著書

### 単著
- 糖質制限食のススメ、東洋経済新報社、2012年
- 北里研究所病院 Dr.山田流「糖質制限」料理教室、主婦と生活社、2013年
- 糖質制限の真実 日本人を救う革命的食事法ロカボのすべて、幻冬舎（幻冬舎新書）、2015年
- 緩やかな糖質制限 ロカボで食べるとやせていく、幻冬舎、2016年
- カロリー制限の大罪、幻冬舎（幻冬舎新書）、2017年
- 糖質制限完全マニュアル 血糖値が安定すればやせられる、文藝春秋（文春e-book）、2017年
- 挫折しない 緩やかな糖質制限ダイエット、法研、2019年
- 北里大学北里研究所病院糖尿病センター長が教える 運動をしなくても血糖値がみるみる下がる食べ方大全、文藝社、2021年
- 糖質疲労、サンマーク出版、2024年
- 脂質起動、サンマーク出版、2025年

### 監修
- （犬養裕美子 著）外でいただく “糖質制限食” 奇跡の美食レストラン、幻冬舎、2012年
- dancyu ダイエット｢揚げ物｣大解放！、プレジデント社（プレジデントムック）、2017年